# Lijst van vlaggen van Oegandese deelgebieden
Dit artikel bevat een lijst van vlaggen van Oegandese deelgebieden. Oeganda is verdeeld in vier regio's (North, East, West en Central) en in 77 districten. Elk district is verder verdeeld in subdistricten, counties, sub-sounties, gemeenten (parishes) en dorpen.
Een ander type indeling is die in de vijf traditionele koninkrijken Boeganda, Bunyoro-Kitara, Ankole, Busoga en Toro. Elk daarvan heeft een eigen beperkt politiek systeem, een eigen vorst en een eigen vlag.
| Kaart | Koninkrijk     | Vlag | Artikel over de vlag    | Ratio |
| ----- | -------------- | ---- | ----------------------- | ----- |
|       | Ankole         |      | Vlag van Ankole         | 2:3   |
|       | Boeganda       |      | Vlag van Boeganda       | 2:3   |
|       | Bunyoro-Kitara |      | Vlag van Bunyoro-Kitara | 2:3   |
|       | Busoga         |      | Vlag van Busoga         | 2:3   |
|       | Toro           |      | Vlag van Toro           | 2:3   |

Albanië · Andorra · Argentinië · Australië · Bahrein · België · Bolivia · Bosnië en Herzegovina · Brazilië · Bulgarije · Canada · Chili · China · Colombia · Comoren · Costa Rica · Denemarken · Dominicaanse Republiek · Duitsland · Ecuador · Egypte · El Salvador · Estland · Ethiopië · Filipijnen · Finland · Frankrijk · Gabon · Georgië · Ghana · Griekenland · Guatemala · Guyana · Honduras · Hongarije · Ierland · India · Indonesië · Irak · Italië · Japan · Kazachstan · Kenia · Kirgizië · Koeweit · Kroatië · Liberia · Litouwen · Maleisië · Marshalleilanden · Mexico · Micronesië · Moldavië · Mongolië · Myanmar · Nederland · Nicaragua · Nieuw-Zeeland · Nigeria · Noorwegen · Oeganda · Oekraïne · Oostenrijk · Pakistan · Palau · Panama · Papoea-Nieuw-Guinea · Paraguay · Peru · Polen · Portugal · Roemenië · Rusland · Salomonseilanden · Sao Tomé en Principe · Servië · Slowakije · Soedan · Somalië · Spanje · Sri Lanka · Suriname · Tanzania · Thailand · Tsjechië · Uruguay · Vanuatu · Venezuela · Verenigd Koninkrijk · Verenigde Arabische Emiraten · Verenigde Staten · Wit-Rusland · Zuid-Afrika · Zuid-Korea · Zuid-Soedan · Zweden · Zwitserland
Historisch: Joegoslavië · Oostenrijk-Hongarije · Sovjet-Unie
Zie ook: Vlaggenlijsten per land · Vlaggen van afhankelijke gebieden · Vlaggen van gemeenten (per land)